# Лола Гаос
Лола Гаос (на испански: Lola Gaos, пълно име Dolores Gaos González-Pola, Долорес Гаос Гонсалес-Пола) е испанска филмова, телевизионна и театрална актриса, участвала в повече от 80 филма. 
Известна е с участията си във филми на Луис Бунюел. Ролята и на доминиращата майка във филма „Бракониери“ („Furtivos“) на Хосе Луис Борау е високо оценена.

## Частична филмография
- „Susana y yo“ (1957)
- „Viridiana“ (1961; „Виридиана“)
- „Les quatre vérités“ (1962)
- „Residencia para espías“ (1966)
- „El verdugo“ (1966)
- „Tristana“ (1970; „Тристана“)
- „Mio caro assassino“ (1972)
- „Pancho Villa“ (1972)
- „Ceremonia sangrienta“ (1973)
- „El poder del deseo“ (1975)
- „Furtivos“ (1975)
- „La isla de las virgenes“ (1981)
- „Latidos de pánico“ (1983)
- „Lorca, muerte de un poeta“ (1987, телевизионен)
- „Gran Sol“ (1989)

## Награди
- Награда на Círculo de Escritores Cinematográficos за най-добра поддържаща женска роля (1973; за участието в „La Guerilla“)
- Награда на Círculo de Escritores Cinematográficos за най-добра актриса (1976; за участието във „Furtivos“)
- Награда на Fotogramas de Plata за най-добър испански киноизпълнител (1976; за участието във „Furtivos“)